# Csplit

csplit — утилита Unix, предназначенная для разбивки файла на несколько более мелких файлов в зависимости от строк контекста.

## Описание
```
csplit
 
[
опции
]
 
файл
 
арг_1
 
[
...
 
арг_n
]

```

Команда csplit читает файл и разбивает его на n + 1 частей, определяемых аргументами арг_1 … арг_n. По умолчанию, секции помещаются в файлы с именами xx00, …, xxn; где n не может быть больше 99. Границы получаемых файлов определяются следующим образом: от строки, определяемой аргументом арг_(n−1), до строки арг_n (если n = 1, то определение идёт от начала файла).
Данная команда принимает следующие аргументы:
| Опция | Название          | Описание                                             |
| ----- | ----------------- | ---------------------------------------------------- |
| -s    |                   | Подавляет вывод количества символов созданных файлов |
| -k    | keep files        | Не удаляет выходные файлы при ошибках                |
| -f    | prefix            | Установка иного префикса кроме как xx                |
| -z    | elide empty files | Пропуск пустых выходных файлов                       |
| -n    | digits            | Использование указанного количество цифр вместо двух |

Каждый шаблон может иметь следующий вид:
| Конструкция                          | Описание |
| ------------------------------------ | --- |
| /регулярное_выражение[+/- смещение]/ | Создаётся файл, который начинается с текущей строки и продолжается до строки (не включая ее), содержащей выражение. После регулярного выражения может следовать смещение со знаком плюс или минус. |
| %регулярное_выражение[+/- смещение]% | Аналогичен предыдущему, но для очередной секции файл не создаётся. |
| номер_строки                         | Копировать в создаваемый файл до следующей строки (не включая её). |
| {число}                              | Повтор предыдущего шаблон указанное количество раз. |
| {*}                                  | Повтор предыдущего шаблона максимальное количество раз. |

## Пример использования
Данная программа разобьёт файл test1 на 3 части.
```
csplit
 
test1
 
3

```

На выход мы получим размер созданных файлов в байтах и 2 созданных файла: xx00 и xx01.
Чтобы разбить файл на три более мелких файла, можно воспользоваться следующим регулярным выражением:
```
csplit
 
file1
 
3
 
{
1
}

```

После выполнения данной программы мы получим 3 файла.